# Grande Cometa de 1264
O Grande Cometa de 1264 (designado como C/1264 N1 na nomenclatura moderna) foi um dos cometas mais brilhantes já registrados. Apareceu em julho de 1264 e permaneceu visível até o final de setembro.

## Observações
Foi visto pela primeira vez durante as tardes após o pôr do sol, mas apareceu em seu maior esplendor nas semanas seguintes, quando se tornou visível durante as manhãs no céu nordeste, com a cauda percebida muito antes do próprio cometa se elevar acima do horizonte.
A cabeça do cometa parecia uma estrela obscura e mal definida, e a cauda se estendia desta porção como chamas expandidas, estendendo-se em direção ao meio dos céus a uma distância de cem graus do núcleo.
O cometa de 1264 foi descrito como um objeto de grande tamanho e brilho. O esplendor do cometa foi maior no final de agosto e início de setembro. Naquele momento, quando a cabeça estava apenas visível acima do horizonte oriental no céu matinal, a cauda se estendia além do meio do céu em direção ao oeste, ou tinha quase 100° de comprimento.
Os cronistas da época mencionam os vários eventos notáveis que ocorreram na Europa neste período, e em particular conectam o aparecimento do cometa com a morte do Papa Urbano IV, que supostamente adoeceu no exato dia em que o cometa foi visto pela primeira vez, e morreu no momento exato em que desapareceu em 3 de outubro de 1264. Foi dito que o "prodígio de uma estrela cabeluda" havia trazido sua doença, e desapareceu quando o trabalho estava terminado. Também o cometa foi mencionado na Crônica Galego-Volínia e descrito como 'estrela causativa no Oriente, era terrível em aparência, emitindo grandes raios de si mesma - é por isso que esta estrela é chamada cabeluda'.
Este cometa também foi observado na China, e as descrições concordam com as declarações dos historiadores europeus.
De acordo com a NASA, o cometa foi relatado pela primeira vez em 17 de julho de 1264. Estava no periélio em 20 de julho e no perigeu em 29 de julho.

## Suposta conexão com o Grande Cometa de 1556
Alguns astrônomos especularam que o Grande Cometa de 1556 e o Grande Cometa de 1264 são o mesmo cometa. Alexandre Guy Pingré, que em sua Cométographie (1783) chama o Grande Cometa de 1264 de "grande e celebrado cometa", calculou a órbita parabólica do cometa, que ele descobriu ter grande semelhança com a do cometa de 1556. O cometa de 1264, diz Pingré, "é muito provavelmente o mesmo que o de 1556; sua revolução periódica é de cerca de 292 anos; e seu retorno pode consequentemente ser esperado por volta de 1848".
John Russell Hind em Sobre o retorno esperado do grande cometa de 1264 e 1556 diz:
Citação: Meus cálculos relacionados ao Cometa foram bastante extensos, e não omiti examinar atentamente todas as circunstâncias registradas sobre ele. A conclusão a que cheguei é esta,— que há uma probabilidade muito alta a favor da suposta identidade dos Cometas de 1264 e 1556
No entanto, em 1877, Amédée Guillemin escreveu, em parte citando Babinet,
Citação: Seu retorno foi primeiro esperado em 1848. 'Mas 1849, 1850, 1851 e 1852 passaram, e o grande cometa falhou em aparecer!' ... Cometas esplêndidos apareceram em 1858, 1861 e 1862, mas o cometa de Carlos V nunca retornou... [O] cometa de 1264 e 1556 deve ser considerado perdido; e se na realidade apenas causas acidentais impediram que fosse observado, e ele aparecer novamente, serão nossos descendentes no século XXII que terão a satisfação de celebrar seu retorno.
Cometas às vezes podem desaparecer devido a perturbação orbital de uma elipse para uma parábola ou uma hipérbole. Sir Isaac Newton mostrou que um corpo controlado pelo Sol se move em uma seção cônica—isto é, uma elipse, uma parábola ou uma hipérbole. Como as duas últimas são curvas abertas, um cometa que seguisse tal caminho iria para o espaço para nunca mais reaparecer. Uma perturbação de órbita de curva fechada para aberta indubitavelmente aconteceu muitas vezes.